# Zieria chevalieri
Zieria chevalieri är en vinruteväxtart som beskrevs av Virot. Zieria chevalieri ingår i släktet Zieria och familjen vinruteväxter. Inga underarter finns listade i Catalogue of Life.